# Roger Dachez
Roger Dachez, né le 10 janvier 1955, est professeur agrégé, au sein de l'Université Paris-Cité et président de l'Institut Alfred Fournier à Paris. Il est médecin, historien et franc-maçon.

## Biographie

### Parcours maçonnique
Roger Dachez a été initié à la Grande Loge de France en 1980. Il est depuis 1985 membre de la Loge nationale française (LNF) dont il fut président du conseil national de 1992 à 1997. Il est également président de l'Institut maçonnique de France, fondé en 2002. Depuis le 21 avril 2018, il est le grand maître des Loges nationales françaises unies. Roger Dachez est aussi membre du comité scientifique du Musée de la franc-maçonnerie à Paris. Parallèlement, il dirige la revue d'études maçonniques Renaissance traditionnelle.

## Principales publications
Il est l'auteur de nombreux articles de recherche sur les origines historiques et les sources traditionnelles de la franc-maçonnerie.
- Des maçons opératifs aux francs-maçons spéculatifs. Les origines de l'Ordre maçonnique, Paris, EDIMAF, coll. « L'Encyclopédie maçonnique », 2001  (ISBN 2903846871)
- Histoire de la franc-maçonnerie française, Paris, PUF, coll. « Que sais-je ? », 2003  (ISBN 2130558070)
- Les Francs-maçons de la légende à l'histoire, Paris, Tallandier, 2003  (ISBN 2847341110)
- Les Plus Belles Pages de la franc-maçonnerie, Paris, Dervy, 2003.
- Histoire de la médecine de l'Antiquité au XXe siècle, Paris, Tallandier, 2004.
- Les Mystères de Channel row, roman écrit avec Alain Bauer, Paris, Éditions JC Lattes, 2006.
- Les 100 mots de la franc-maçonnerie, écrit avec Alain Bauer, Paris, PUF, coll. « Que sais-je ? », 2007.
- L'Invention de la franc-maçonnerie, Paris, Véga, 2008.
- Le Convent du sang, roman écrit avec Alain Bauer, Paris, Éditions JC Lattes, coll. « Crimes et loges », 2009.
- Le Rite écossais rectifié avec Jean-Marc Pétillot, Paris, PUF, coll. « Que sais-je ? », 2010  (ISBN 978-2-13-058196-3)
- Alain Bauer, Michel Barat et Roger Dachez, Les promesses de l'aube, Paris, Dervy, 2013 (présentation en ligne)
- Roger Dachez, Franc-maçonnerie : Régularité et reconnaissance, histoire et postures, Paris, Conform, 2015 (présentation en ligne)
- Histoire illustrée du Rite écossais rectifié, Paris, Dervy, 2021  (ISBN 979-10-242-0630-1)